# Son Macià
Son Macià és un petit poble del llevant mallorquí situat dins el terme de Manacor que té uns vuit-cents habitants. Es va originar a partir de l'agrupació de població rural disseminada entorn d'una parròquia, una escola i un conjunt de cases, conegudes com les «Cases Grans» o les «Cases Velles de Son Macià».
El caràcter profundament rural ha marcat, de sempre, la base econòmica del poble que ha sabut conservar les seves tradicions i que avui en dia encara mantenen.

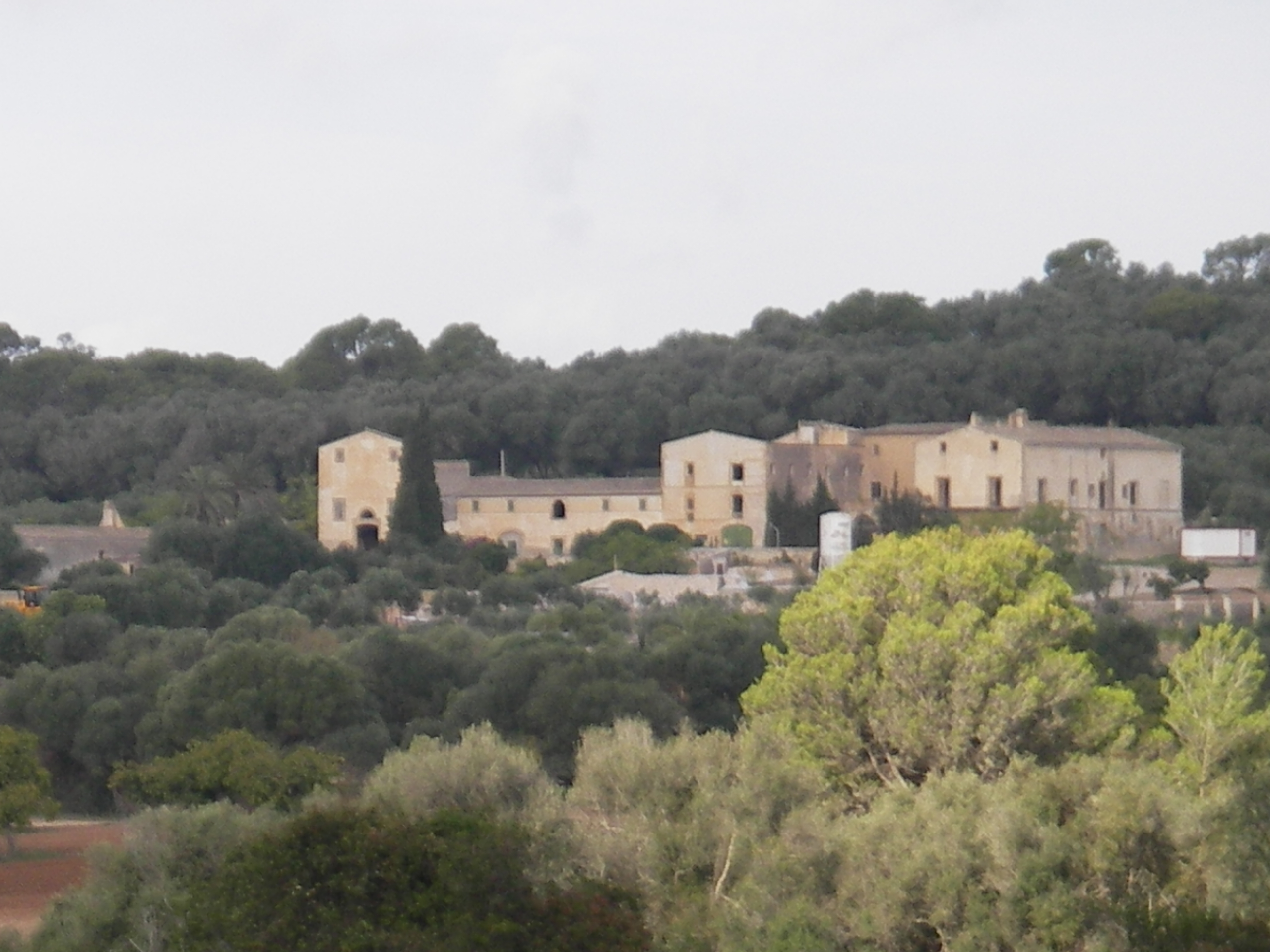
Cases del Fangar, la major possessió del terme

## Geografia
Situat entre les poblacions de Manacor i Felanitx, Son Macià s'assenta en una vall, envoltat per nombrosos turons de mitjana altura. Entre aquests destaquen: Sa Muntanya de sa Vall, Sa Penya des Corb, Es Picot i Sant Josep, els quals formen un quadrat perfecte al voltant de la població.
El nucli es troba a uns 7 quilòmetres de la costa de la mar Mediterrània, i té a tir de pedra platges com Cala Virgili, Cala Bota, Cala Pilota, Cala Magraner, Cala Domingos, Cala Varques, etc.

## Història

### Prehistòria
Dins de la zona hi ha un nombre considerable de jaciments arqueològics, com el dolmen de Son Vaques; coves naturals i artificials, que van servir com a lloc d'enterrament, com és el cas des Picot des Fangar; i del període talaiòtic el poblat de s'Hospitalet Vell.

### Naixement i desenvolupament
L'origen del poble se situa a dia 6 de juliol de l'any 1919, el dia que es va col·locar la primera pedra de l'església del poble, d'estil neorenaixentista, que substituí la capella de la possessió de Son Macià com a lloc de culte públic. El 1930, el bisbe Josep Miralles convertí Son Macià en vicaria in capite, i el primer vicari fou Joan Quetglas Llinàs (1932-33). El 1938, fou erigida en parròquia i el seu primer ecònom fou Antoni Fiol Riera (1935-45). El 1969 s'enderrocà l'església per construir-ne una de nova, obra de l'arquitecte Joan Ginard d'estil modern, que fou beneïda el 1973. Està dedicada al Sagrat Cor de Jesús. D'altra banda, moltes de possessions de la zona de Son Macià tenien, i encara conserven, una capella pròpia. Una de les capelles que encara està en el record de la gent de Son Macià és la Capella de sa Mola Nova, pintada per Llorenç Bonnín.
Malgrat que llavors amb prou feines tenia un nucli urbà, la relativa densitat de poblament rural i la iniciativa de l'inspector Joan Capó (1923-1926) portà a la creació d'una escola rural, que no s'inaugurà fins a 1931. El 1933 hi fou destinat el mestre Pere Garau i Gelabert, que hi treballà fins a 1971. Després que els anys setanta l'escola evitàs el tancament davant la nova llei educativa, que minimitzava el nombre d'escoles rurals, gràcies al creixement demogràfic que havia experimentat Son Macià, finalment el 1976 s'inaugurà una nova escola al costat de l'antiga, que porta el nom de CEIP Mestre Pere Garau.

## Cultura

### Festes
Son Macià es caracteritza per ser un poble on es fa molta festa. Gràcies als integrants de la seva Comissió de Festes, s'organitzen diversos actes on la participació dels habitants es fa manifesta i es considera la base del seu èxit. Com a principals festivitats destaquen Sant Antoni, com a patró del municipi, i les seves Festes d'Estiu de la Mare de Déu d'Agost, famoses arreu de l'illa.

#### Sant Antoni
Cada any al Gener se celebra de forma tradicional Sant Antoni, patró dels Animals. El que caracteritza aquesta festa és la colla de dimonis, amb el seu ball típic envoltant el Sant. Es construeix un fogueró i la gent surt al carrer a fer torrades populars i a veure els dimonis.
La colla de dimonis de Son Macià és coneguda per ser molt peculiar, amb dimonis molt diferents entre si i entre els dimonis d'altres pobles. Es compon per:

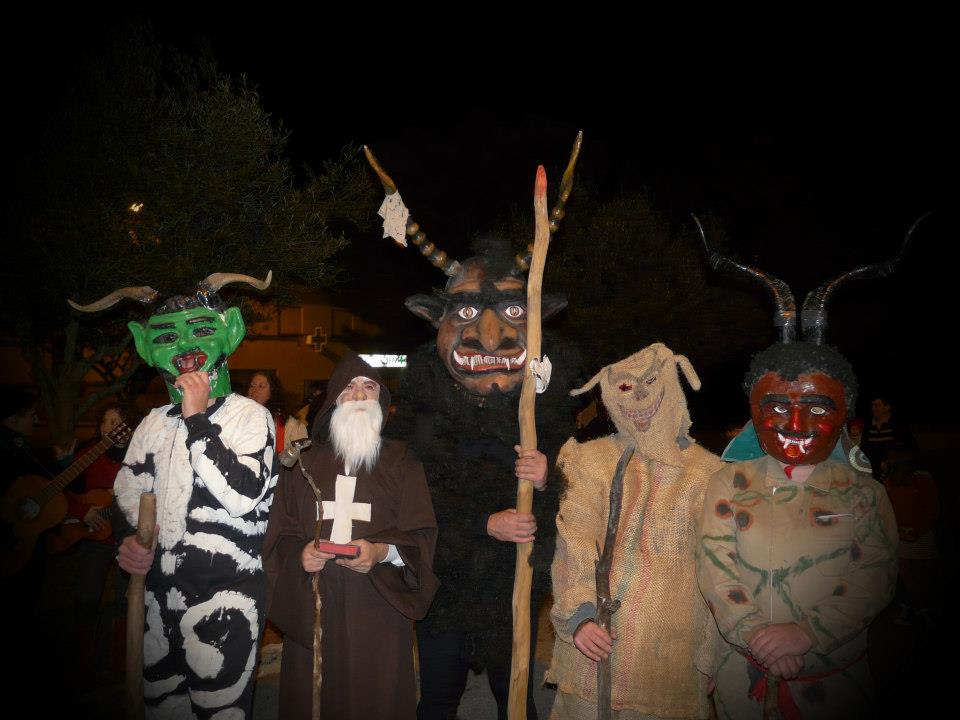
Colla de dimonis de Son Macià. D'esquerra a dreta: dimoni verd, Sant Antoni, Macianarro, Dimonió, Dimoni vermell

- Un dimoni de pell vermella, paregut als estàndards de dimoni de la resta d'indrets de l'illa
- Un dimoni de pell verda, de maxil·les prominents.
- Un "dimonió" (dimoni petit) fet de tela de sac.
- Un dimoni de color daurat d'estil una mica "hiptser".
- En Macianarro, sense cap dubte, el més terrorífic. Alt i corpulent, és el que provoca més plors entre els infants que surten a veure'ls ballar.
- Es Padrí, dimoni esquelètic, va ser invocat i aparegué damunt un mobilet.
- Sant Antoni, el qual durant el ball dels dimonis, es manté impassible al centre de la rotllana, llegint.

La colla va passant pels diferents bars del poble fent el ball i mentre la gent els acompanya fent música i cantant gloses.

#### Ximbombada
La festa consisteix a fer un fogueró, on la gent fa torrades i, després de sopar, fa una rotllana al voltant. Seguidament, acompanyats amb una ximbomba, els més atrevits entonen gloses de temàtica lliure, que sovint s'acaba convertint en combats verbals còmics on es demostra l'habilitat dels glosadors per fer rimar les estrofes.

#### Festes d'Estiu
Si per alguna cosa Son Macià és conegut, és per les seves Festes d'Estiu. Celebrades al voltant de la primera quinzena d'agost, aquestes festes es caracteritzen per ser molt originals, participatives i peculiars, fetes sempre a partir d'un pressupost molt baix. Estan organitzades per la Comissió de Festes de Son Macià, i sempre acaben protagonitzant nombroses pàgines de la premsa balear. La base del seu èxit radica en la gran participació dels habitants que col·laboren en el desenvolupament dels seus actes, així com la simplicitat i l'ambient de poble petit.

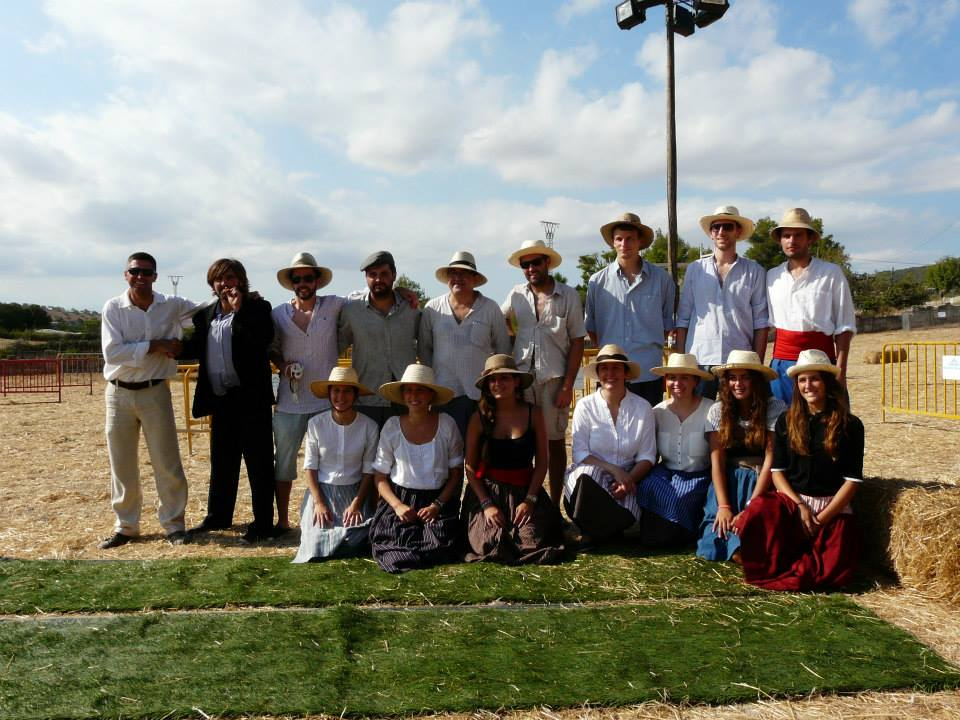
Comissió de Festes durant una Festa Pagesa

Les festes d'estiu es solen dur a terme durant la segona setmana del mes d'agost, durant la qual es fan nombrosos actes de caràcter molt divers. Els actes més destacats i de més èxit són:
- Festa Pagesa: És l'acte central de les festes de Son Macià. Sol ser un dels actes amb més públic i aclamació. Consisteix en una sèrie de jocs tradicionals i espectacles de tipus rural que es desenvolupen en un camp de rostoll. Carreres de mobilets, concurs de cans portadors, concurs de menjar síndria, llançament d'ous en parella, entre d'altres fan passar sempre una bona estona a la gent que s'hi acosta.
- Humor Macianillo: Es tracta d'una competició on els participants passen per una sèrie de proves físiques i psicològiques, inspirada en el famós programa televisiu "Humor Amarillo".
- Campionat Mundial d'Estràngol: Els macianers poden presumir d'organitzar el campionat mundial d'aquest esport, ja que es considera que és l'únic poble on es conserva de forma activa. Sol tenir uns 25 participants, els quals passen per semi-finals i per una final i el guanyador obté el títol de Campió Mundial d'Estràngol.

### Tradicions

#### Sales
Cada any, el dia de Pasqua, un grup de joves del poble es reuneix a la plaça ben de matí. A continuació, passen de casa en casa fent múscia, cantant cançons i recollint panades, robiols, ous, i algun dobler que els hostes de les cases els ofereixen. Al vespre, el grup es torna a reunir i fa un sopar amb tot el menjar que ha recollit durant el dia. És una tradició molt arrelada i estimada pel poble.

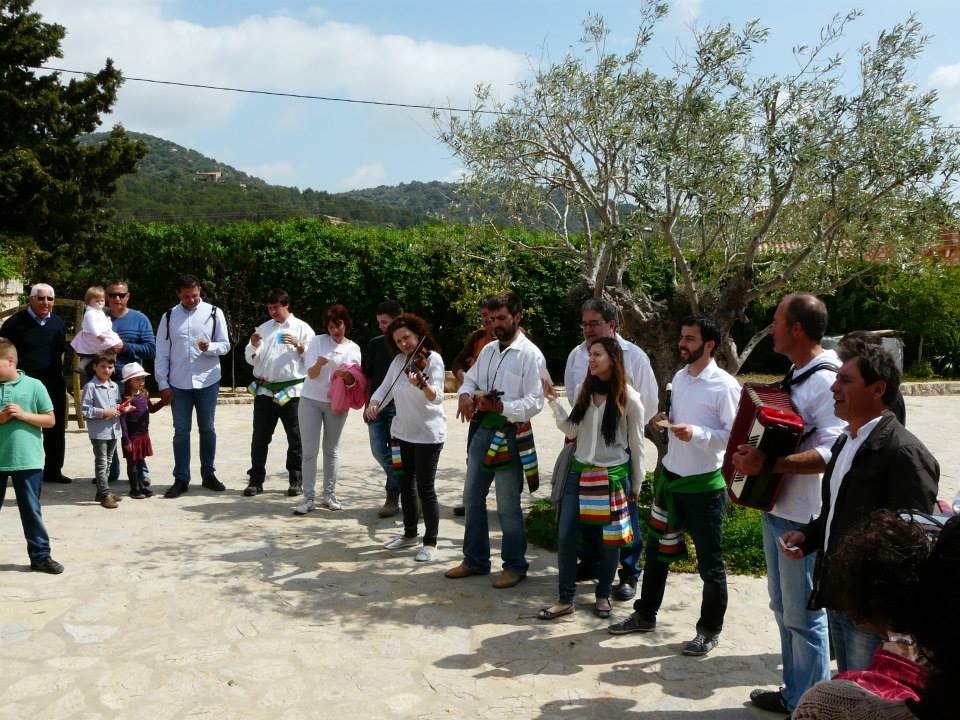
Grup de Salers de Son Macià el dia de Pasqua

Fragment de la cançó de 2014:
"Si mos heu deixat entrar

solem passar ben endins,

saludam nins i padrins

i tothom de Son Macià..."

#### Tirar Tests
Aquesta és la tradició més conflictiva del poble. Entre la celebració de Sant Antoni i l'enterrament de la sardina, els joves solters del poble tenen carta blanca per passejar-se de nit pel poble tirant teules davant els portals de les cases on hi viuen les al·lotes solteres. Això ha generat diverses escenes còmiques, de nervis i fues nocturnes pel poble entre els joves tiradors de tests i els pares de les al·lotes.
Aquesta tradició es remunta a les èpoques pageses. L'objectiu era que les nines fadrines sortissin al portal a granar els tests esmicolats i així els fadrins les poguessin veure.

#### Gegantons
Des de l'any 2019, el poble té de 2 gegantons, en Macià i na Maciana. Fóren un regal de la Colla Gegantera de Sant Domingo de Manacor.

### Esports
Tot i ser un nucli petit, està ple d'activitats i els macianers practiquen nombrosos esports.
- Estràngol: Com a esport principal i característic
- Futbol: Disposa d'un equip regional, un femení i un F-7 aficionats.
- Ciclisme

### Teatre
El grup de teatre del poble s'anomena "Argelagues Teatre" el qual ha actuat en diversos teatres de Mallorca fent representacions de comèdies. És el continuador dels grups d'aficionats que al llarg de més de cent anys, que en tinguem memòria, han conreat l'art de la representació.
Espectacles d'Argelagues Teatre: 
- Quan no teníem bidet, de Sebastiá Nicolau (2002)
- Pobres Casats, de Lluís Segura (2006)
- S'hereu de sa farinera, de Pere Capellà (2010)
- Si això és pau, que vengui sa guerra, de Sebastià Nicolau (2013)
- Un Testament a Sa Camilla, de Miquel Mascaró Grimalt (2016)
- Picarols S.A., de Miquel Mascaró Grimalt (2018)
- Una vida deCent, de Miquel Mascaró Grimalt (2019)
- Vespre de Coverbos. autors diversos (2019)
- El Rei Herodes, Popular (2019), (2021), (2023)
- Un Bloc de Lios, de Miquel Mascaró Grimalt (2022)
- Nina, de Miquel Mascaró Grimalt (2024)

També ha existit un grup de teatre escolar durant diversos anys, que participa en la Mostra de Teatre Escolar de Manacor.

### Ho sents...?
L'any 2019 es va iniciar l'edició d'un butlletí informatiu del poble i per al poble. És bimensual i consta d'apartats que expliquen l'activitat de les diferents associacions, una agenda d'actes pròxims, entrevistes i un racó de rumors amb un toc d'humor.